# Amyris
Amyris es un género  de plantas fanerógamas perteneciente a la familia Rutaceae. Comprende 93 especies descritas y de estas, solo 56 aceptadas.

## Descripción
Son arbustos o árboles, inermes; plantas generalmente hermafroditas (en Nicaragua). Hojas opuestas o a veces alternas, pinnaticompuestas (imparipinnadas en Nicaragua), 1–11-folioladas. Inflorescencia de panículas (corimbos) terminales o axilares, con pocas a numerosas flores, a veces solitarias, yemas florales obovadas o globosas, flores actinomorfas; cáliz cupuliforme, en Nicaragua hasta 1 mm de largo y 4-lobado, verde; corola en Nicaragua de 4 pétalos libres, imbricados, oblanceolados, blancos o cremas; estambres en Nicaragua 8, libres, anteras ovadas a oblongas, apéndice ausente, estaminodios ausentes; disco con apariencia de ginóforo presente (en Nicaragua) o ausente, estilo 1, corto y grueso (o ausente), estigma capitado o discoide-subcapitado. Drupa con 1 semilla.

## Taxonomía
El género fue descrito por Patrick Browne y publicado en The Civil and Natural History of Jamaica in Three Parts 208–209. 1756. La especie tipo es: Amyris balsamifera

## Especies aceptadas
A continuación se brinda un listado de las especies del género Amyris aceptadas hasta noviembre de 2014, ordenadas alfabéticamente. Para cada una se indica el nombre binomial seguido del autor, abreviado según las convenciones y usos.	
- Amyris abeggii
- Amyris amazonica
- Amyris apiculata
- Amyris attenuata
- Amyris balsamifera
- Amyris belizensis
- Amyris brachybotrys
- Amyris brenesii
- Amyris carterae
- Amyris centinelensis
- Amyris chiapensis
- Amyris conzattii
- Amyris cordata
- Amyris crebrinervis
- Amyris cubensis
- Amyris diatrypa - Cuaba blanca de Cuba[4]
- Amyris elemifera
- Amyris filipes
- Amyris granulata
- Amyris guatemalensis
- Amyris guianensis
- Amyris humboldtii
- Amyris ignea
- Amyris lineata
- Amyris lurida
- Amyris macrocarpa
- Amyris madrensis
- Amyris maestrensis
- Amyris magnifolia
- Amyris marshii
- Amyris metopioides
- Amyris mexicana
- Amyris monophylla
- Amyris oblanceolata
- Amyris phlebotaenioides
- Amyris pinnata
- Amyris polymorpha
- Amyris polyneura
- Amyris pungens
- Amyris purpusii
- Amyris rekoi
- Amyris rhomboidea
- Amyris sandemanii
- Amyris staminosa
- Amyris stromatophylla
- Amyris sylvatica - Cuabilla de Cuba o Resina elemi de las Antillas o Goma de limón en las Antillas[4]
- Amyris texana
- Amyris thyrsiflora
- Amyris trimera
- Amyris verrucosa
- Amyris vestita